# Аларих I
Аларих I (Alarich I., лат.: Alaricus; * около 370 г. на остров Пойке; † 410 г. при Козенца, Калабрия, Италия) е първият със сигурност известен крал на вестготите (визиготите), управлявал от 395 до 410 г., и първият герман, превзел Рим.

## Биография
Аларих I е роден на остров Певки (Peuke, Peuce) в областта на делтата на река Дунав. Баща му е благородник от рода на Балтите (Balthen). По време на неговото раждане вестготите населяват, след бягството им от хуните, южния бряг на река Дунав в България.
Още през 382 г. е водач на племенна група. През 394 г. участва като съюзник на източноримския император Теодосий I в битката при Аквилея (Aquileja) против узурпатора Евгений.

## Поход в Гърция
След завръщането на вестготските войски от Италия Аларих през 395 г. започва инвазии против Константинопол и Гърция (396 г.).
След като хуните през 397 г. навлизат в областта на вестготите на Дунав, вестготите тръгват с Аларих и обсаждат Константинопол. Това не е по силите им, отдръпват се в Тесалия и през неохраняваните Термопили във вътрешна Гърция. Това трае две години. Той ограбва Атика, пощадява Атина, която се предава без съпротива, напредва до Пелопонес, завоюва неговите най-важни градове Коринт, Аргос и Спарта. Тук победоносният му поход свършва.
Генерал Стилихон (Stilicho) помага за втори път на Аркадий, като съоръжава многобройна флота в Италия, дебаркира в Коринт и изтласква готите в планините на Фолос, на границата между Аркадия и Елида. Лагерът на готите е обсаден и римляните издигат голям вал, за да попречат на готите да избягат. Готите страдат от липса на вода и храна, нападат ги болести. Сигурни в победата си, римляните се пръскат из страната. Аларих и войските му се възползват от това, успяват да избягат, да пресекат Коринтския провлак и продължават с плячката си на север към Епир:с. 14. За да избегне гражданска война, източноримският император Аркадий сключва мир с Аларих и го назначава за главнокомандващ на Източен Илирикум (Magister militum per Illyricum). Аларих започва да въоръжава войските си, като поръчва оръжие в римските арсенали в Маргус, Рациария, Айсус и Солун. Не след дълго е обявен тържествено и за крал на визиготите. Разполагащ с тази двойна власт, Аларих се съюзява ту с двора на Аркадий, ту с този на Хонорий, но тайното му намерение е да предприеме настъпление към богатствата на Италия:с. 16.

## Нахлуване в Италия
През 400 г. Аларих тръгва от Тракия за пръв път заедно с готския вожд Радагайз към Италия с цел търсене на нови места за живеене на запад. Вероятно тръгва от Солун, прекосява Панония и достига Италия, като вероятно по пътя подсилва армията си с попълнения от варвари.
През ноември 401 г. започва първите нападения в Италия като почти не среща съпротива. Опитите на римляните да го спрат при реките Изонцо и Тимаво са неуспешний. Войските му бързо достигат Аквилея, но тя издържа обсадата. През зимата на 402 година готите покоряват множество градове в равнинната част около Венеция. В Рим спешно възстановяват крепостните стени от времето на Аврелиан. Готите заплашват Медиолан (Милано), в който се намира императорът, който възнамерява да избяга към Галия, но Стилихон го разубеждава. На помощ пристига римска армия, подсилена с аланска конница от Панония и новоприети федерати вандали. В началото на март 402 година Стилихон провежда смела операция, прекосява река Ада и Аларих е принуден да снеме обсадата на столицата. Шокът от готската обсада на Медиолан води до решение за преместване на столицата в непристъпната Равена, която е по-лесна за снабдяване.
Това води до договори с германите и сблъсък със Стилихон на Великден, 6 април 402 г. в битката при Поленция, завършила с римска победа. Аларих се оттегля в Лигурия. На следващата година вестготските нашественици търпят още едно поражение (Битка при Верона, 403 г.) от войските на Стилихон. Сключен е мир с Аларих, съгласно който той се изтегля с племето си отвъд римска територия, на североизток от Илирик.
През 408 г. Аларих завладява Панония и Норик и понеже неговото искане да получи там място за заселване не е прието, се стига до чести обсаждания на Рим.

## Борба за Рим
Три пъти Аларих тръгва на поход против Рим. Първият път успява през септември 408 г. да стигне до Рим, връща се обаче с огромна сума (5000 паунда злато и 3000 паунда сребро) и освобождаване на 40 000 роби. На 14 август 410 г. Аларих обсажда отново Рим.
При третия път на 24 август 410 г. Аларих превзема Рим. Три дена вестготите грабят Рим, не нападат обаче църквите. Готите са ариани.
Аларих отвлича Гала Плацидия, дъщеря на император Теодосий I и полусестра на Флавий Хонорий.
Опитът да преминат в житницата на империята, в Картаген, Африка, е прекратен от бурята в морето до Месина, унищожавайки голяма част от флотата на готите.
По обратния път на север Аларих вдига температура и умира 410 г. до Косенца в Калабрия. Неговите верни воини го оставят в река Бусенто до Косенца (Busento до Cosenza), при което пренасочват реката, погребват Аларих на дъното и отново връщат реката обратно. Така гробът на Аларих никога не трябва да бъде намерен.
Целта си да създаде едно готско царство на римска земя не успява да постигне.

## Семейство
Аларих е женен за сестра на крал Атаулф. Имат една дъщеря, омъжена за Теодерих I.
Атаулф, мъж на сестрата на Аларих, го наследява на трона от 410 г. до 415 г.
Теодерих I, зет на Аларих, води вестготите от 418 г. до 451 г.